# 奥塔维奥·科利亚蒂
奥塔维奥·科利亚蒂（義大利語：Ottavio Cogliati，1939年6月4日—2008年4月20日），意大利男子自行车运动员。他曾代表意大利参加1960年夏季奥林匹克运动会自行车比赛，获得男子团体计时赛金牌。